# Dictyota binghamiae
Espèce
Dictyota binghamiae est une espèce d'algues brunes de la famille des Dictyotaceae.